# Великий Гетсбі (фільм, 1974)
«Великий Гетсбі» (англ. The Great Gatsby) — американська мелодрама 1974 року кінокомпаній Newdon Productions і Paramount Pictures. Фільм був зрежисований Джеком Клейтоном і спродюсований Девідом Мерріком, за сценарієм Френсіса Форда Копполи, написаним на основі роману Френсіса Скотта Фіцджеральда 1925 року Великий Гетсбі. Третя за рахунком екранізація роману. Фільм здобув 2 премії «Оскар».
В головних ролях Роберт Редфорд в ролі Джея Гетсбі, Міа Ферроу, Сем Вотерстон, Брюс Дерн, Карен Блек, Скотт Вілсон, Лоїс Чайлз, Говард да Сілва, Робертс Блоссом та Едвард Геррманн. Да Сілва знімався також в попередній екранізації 1949 року.

## Сюжет
Заснований на однойменному романі: в «ревучі двадцяті» в Нью-Йорку з'являється нікому раніше невідомий багач на ім'я Джей Гетсбі, який влаштовує розкішні вечірки, на яких збираються багаті марнотратники життя. Нік Карравей, що живе по сусідству з Гетсбі, отримує запрошення на одну з таких вечірок, і незабаром вони стають приятелями. Гетсбі звертається до Ніка з дивним проханням: запросити на чаювання Дейзі Б'юкенен, кузину Ніка. З'ясовується, що вісім років тому нікому не відомий лейтенант Джей Гетц був закоханий в красуню Дейзі, дівчину із заможної сім'ї. Однак вона вийшла заміж за Тома Б'юкенена, людини зі свого кола. Тепер, фантастично розбагатівши, Гетц — Гетсбі хоче повернути минуле і знову завоювати Дейзі.

## Актори
Права на романі були придбані Робертом Евансом в 1971 році. Планувалось що його дружина Елі Макгроу може зіграти Дейзі. Після того як Макгроу покинула Еванса Стів Макквін почав розглядати інших актрис для цієї ролі, в тому числі Фей Данавей, Кендіс Берген, Наталі Вуд, Кетрін Росс, Лоїс Чайлз, Сібілл Шеперд і Міа Ферроу. Зрештою Ферроу була затверджена на роль Дейзі, а Чайлз дали роль Джордан. Воррен Бітті, Джек Ніколсон, і Стів Макквін розглядались на роль Гетсбі, але їхні кандидатури були відхилені або вони відмовились. Бітті хотів щоб продюсером був безпосередньо Еванс, а Ніколсон не вважав правильним рішенням затвердження Макгров на роль Дейзі, яка на той момент все ще було затверджена на роль. Ферроу була вагітна під час зйомок тому у фільмі вона одягнута вільні, хвилясті сукні та знята великим планом.

### В ролях
- Роберт Редфорд — Джей Гетсбі
- Міа Ферроу — Дейзі Б'юкенен
- Брюс Дерн — Том Б'юкенен
- Сем Вотерстон — Нік Керравей
- Карен Блек — Міртл Вілсон
- Скотт Вілсон — Джордж Вілсон
- Лоїс Чайлз — Джордан Бейкер
- Едвард Геррманн[en] — Юінг Кліпспрінгер
- Говард да Сілва[en] — Мейєр Вульфшім
- Кетрін Лі Скотт[en] — Кетрін Вілсон, сестра Міртл
- Регіна Бафф[en] — міс Бедекер
- Вінсент Скьявеллі[en] — Тонка Людина
- Робертс Блоссом — містер Гедз
- Бет Портер[en] — місіс Маккі
- Петсі Кенсіт — Пеммі Б'юкенен

## Історія створення

### Сценарій
Спочатку автором сценарію був Трумен Капоте, проте він був замінений на Френсіса Форда Копполу.

### Знімання
Маєтки Роускліф і Мармуровий Будинок в Ньюпорті, штат Род-Айленд, були використані під час знімання як дім Гетсбі, а сцени в будинку Б'юкененів зняли на Pinewood Studios в Бакінгемширі, Англія. Одну зі сцен знімали у Великому Віндзорському парку, Велика Британія. Інші сцени було знято в Нью-Йорку і Аксбриджі, штат Массачусетс.

## Оцінки
Фільм отримав різні відгуки. Зокрема, отримав схвальні відгуки за його інтерпретацію та відповідність роману, але його розкритикували за відсутність справжніх емоцій або почуттів до Епохи Джазу. На підставі 32 загальних оглядів зібраних Rotten Tomatoes, фільм загалом отримав схвальні відгуки від 41 % критиків. Попри це, фільм мав значний фінансовий успіх, зібравши $26.533.200 касових зборів з бюджетом $ 6.500.000.
Роджер Еберт дав фільму дві з половиною зірки з чотирьох. Він заявив, що «було б добре прочитати роман Фіцджеральда, щоб подивитися цей фільм. — І це те, що я рекомендую».

## Нагороди та номінації

### Нагороди
- 1974 BSC
  - Найкращий оператор Дуглас Слокомб
- 1975 Оскар
  - Найкращий дизайн костюмів (Тіоні В. Олдрідж[en])
  - Найкращий музика (Нельсон Ріддл)
- 1975 BAFTA
  - Найкращий артдиректор (Джон Бокс[en])
  - Найкращий оператор Дуглас Слокомб
  - Найкращий художник з костюмів (Тіоні В. Олдрідж[en])
- 1975 Золотий глобус
  - Найкраща актриса другого плану (Карен Блек)

### Номінації
- 1975 Золотий глобус
  - Найкращий актор другого плану (Брюс Дерн)
  - Найкращий актор другого плану (Сем Вотерстон)
  - Найкращий акторський дебют в чоловічій ролі (Сем Вотерстон)